# Triquinelosis

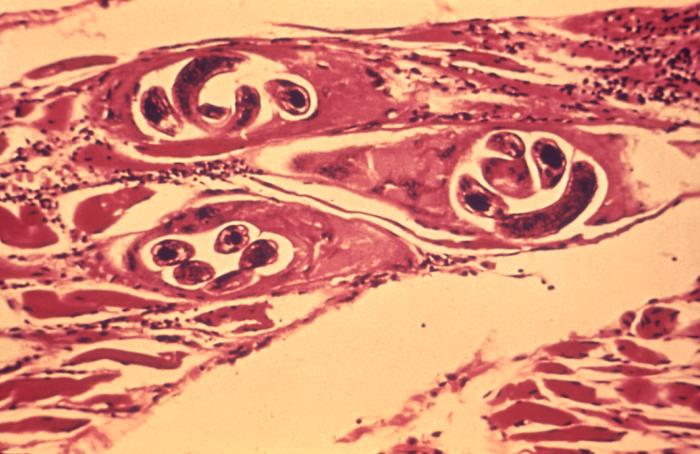
Trichinella spirallis en tejido muscular.

La triquinelosis (también llamada triquinosis o triquiniasis) es una enfermedad parasitaria causada por un nematodo del género Trichinella, que se adquiere al consumir carne cruda o poco cocida que esté infectada con larvas del parásito. Presenta síntomas gastrointestinales (diarrea), dolor muscular y articular.

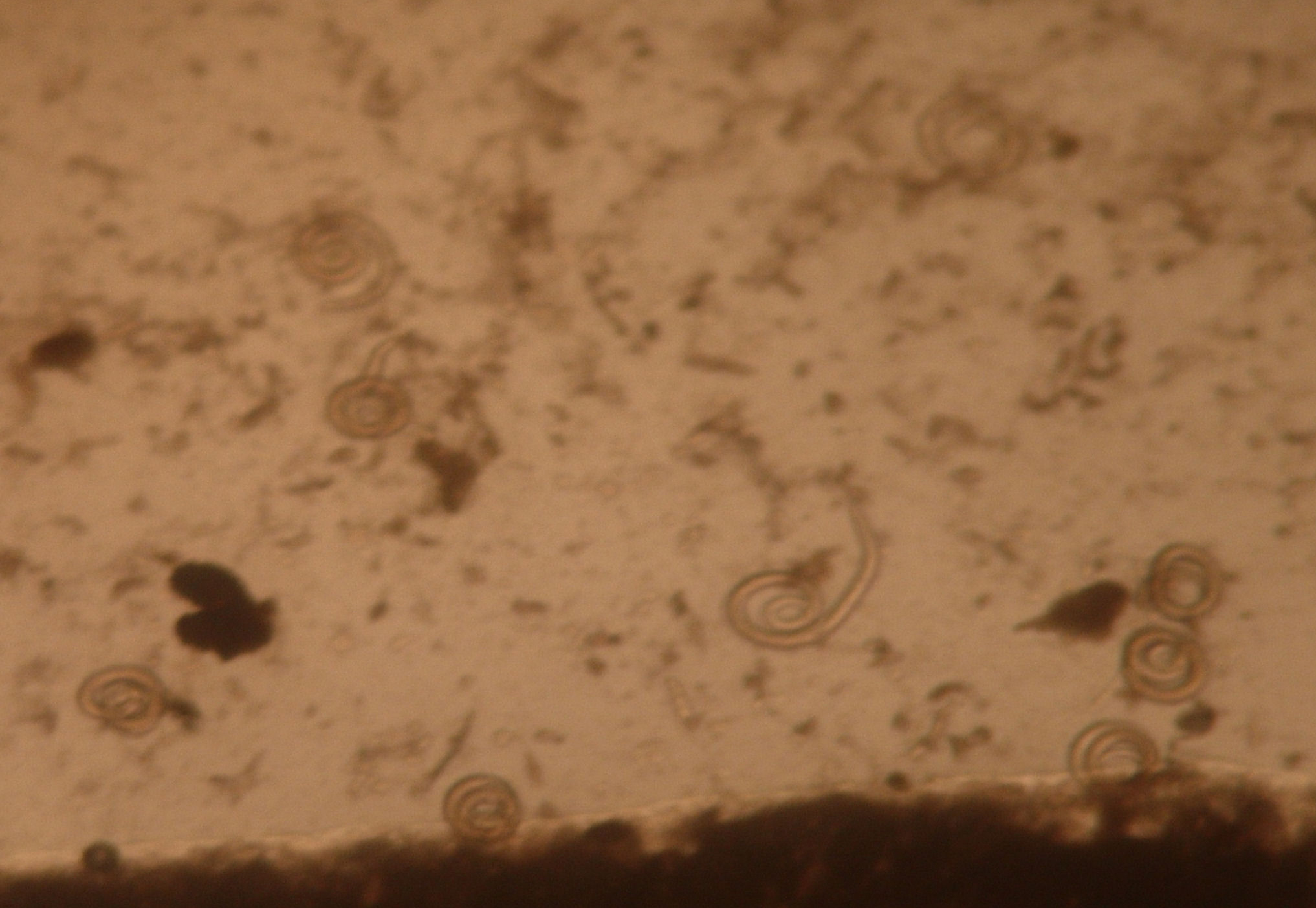
Trichinella spirallis observada en triquinoscopio después de digestión artificial.

## Etiología
La enfermedad está causada por especies del género Trichinella. Sus especies principales son:
- Trichinella spiralis
- Trichinella nativa
- Trichinella pseudospiralis (no forma quistes)
- Trichinella britovi
- Trichinella nelsoni

## Epidemiología
El contagio se produce generalmente por la ingestión de carne porcina, infestada por larvas de este parásito enquistadas en células musculares o paredes grasas que se transforman en células nodrizas, donde vive el parásito.
Estas larvas cambian a estado adulto en el intestino delgado de quien ha realizado la ingesta. Las hembras grávidas se llenan de 1000 a 1500 huevos que, al madurar, eclosionan en el interior de ellas, por lo cual las hembras liberan las larvas libres (de aquí la confusión de catalogarlas como vivíparas).
Dichas larvas se distribuyen por la sangre a los músculos estriados donde se enquistan (salvo T. pseudospirallis). Al cabo de unas dos semanas de su nacimiento, ya son infestantes para un nuevo hospedador. 
El ciclo tiene una duración mínima (prevalencia) de unas tres semanas, pero puede prolongarse dado que las larvas pueden resistir toda la vida del animal. Existen tres tipos de ciclo: doméstico, silvestre y sinantrópico, siendo la primera de ellas el principal atención en la salud pública, ya que involucra al hombre.
En total, se han identificado más de 100 hospedadores, entre los que se encuentran el oso, el zorro, la rata, el caballo y el hombre. Es frecuente en carnívoros silvestres, así como en jabalíes y en el cerdo doméstico, gracias al cual se descubrió como patógena y letal.

## Enfermedad en el ser humano

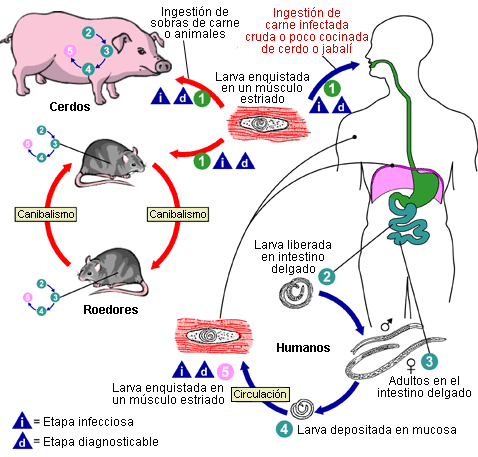
Ciclo de la triquinosis.

Cuando una persona come carne infestada de cerdo o de animales salvajes, los quistes de Trichinella son digeridos en el estómago, por lo que se liberan las larvas, que se dirigen al intestino y crecen hasta convertirse en nematodos adultos, alcanzando una longitud de 2 a 4 mm.
En unas 48 horas se diferencian sexualmente para luego reproducirse. Las larvas así generadas (entre 1.000 y 1.500 larvas por cada hembra) son expulsadas a la luz intestinal penetrando en la mucosa y migrando a través de los capilares linfáticos y del torrente sanguíneo. Las larvas llegan finalmente a la musculatura esquelética donde se acantonan intracelularmente para permanecer vivas durante años; las células musculares que albergan las larvas se denominan células nodrizas. La ingesta de la carne infectada origina un nuevo ciclo, permitiendo a las larvas su maduración y reproducción en el nuevo hospedador.
La presencia de larvas en la luz intestinal, su diseminación y su destrucción parcial, la invasión de la fibras musculares esqueléticas, originan un proceso de tipo tóxico-alérgico que es responsable de la clínica de las varias fases de la triquinosis.
Fase de incubación
Es el tiempo comprendido entre la ingestión de carne infectada y la aparición de los primeros síntomas. En un plazo variable que puede alcanzar los 20-30 días, la mayoría de los pacientes presenta un cuadro febril acompañado de cefalea y astenia. En algunos pacientes, esta fase puede ser absolutamente asintomática.
Fase de invasión
Durante esta fase, dos tercios de los pacientes aquejan un cuadro febril de intensidad variable, cefalea y la aparición de un edema palpebral bilateral, indoloro, cuya duración varía entre días y semanas. Es característico de esta fase la presencia de una inyección conjuntival limitada al canto externo ocular, acompañada de sensación de cuerpo extraño.
Fase de estado
Durante esta fase más del 90% de los pacientes experimenta empeoramiento de los síntomas infecciosos (fiebre alta, astenia, cefalea) miositis con mialgias que empeoran con los movimientos.
Aproximadamente el 50% de los pacientes presenta algunos síntomas gastrointestinales (vómito, diarrea, dolor abdominal) y destaca la presencia de manifestaciones cutáneas de la enfermedad como rash pruriginoso de corta duración y dermografismo positivo.
La diseminación de las larvas puede comprometer el miocardio, con frecuentes arritmias, miocarditis o insuficiencia cardíaca, el pulmón (neumonitis) o el encéfalo.
Estas manifestaciones son importantes cuanto infrecuentes y se explican sobre la base del efecto traumático sobre los tejidos de la migración de las larvas y de un importante proceso inmunitario desencadenado por la presencia de miles de parásitos. La patología cardíaca, la neumonitis y, en menor medida, la encefalitis son las principales causas de muerte por triquinosis.

### Síntomas
- Fiebre
- Dolor abdominal
- Calambres
- Diarrea
- Dolor muscular (especialmente al respirar, masticar o al usar músculos largos)
- Palpitaciones
- Edema palpebral
- Rash cutáneo
- Cefalea, visión borrosa[5]

### Diagnóstico
- CSC (aumento de eosinófilos)
- Biopsia el músculo (con quistes de Trichinella presentes en el músculo)
- Estudios serológicos
- CPK (puede mostrar niveles elevados de enzimas del músculo)

### Tratamiento
No hay un tratamiento específico para la triquinosis una vez que las larvas han invadido los músculos. El albendazol o el mebendazol puede actuar sobre las formas intestinales, pero no sobre las formas musculares. Los analgésicos pueden aliviar el dolor muscular.

### Situaciones que requieren asistencia médica
Solicitar atención médica en caso de presentar síntomas característicos de la enfermedad (edema palpebral indoloro, mialgias, dolor abdominal, cefalea, visión borrosa y arrítmias)
Muchos casos de triquinosis pasan desapercibidos por ser paucisintomáticos.
En zonas endémicas el parásito alcanza un gran equilibrio con el hospedador, que a su vez a través de la respuesta inmune, controla los síntomas de la enfermedad.

### Prevención
- Evitar el consumo de la carne de animales no inspeccionados por las autoridades veterinarias

Las carnes de cerdo y de animales salvajes deben cocinarse completamente. El congelamiento a temperaturas inferiores a -18 °C.  durante 3 o 4 semanas mata el organismo enquistado, excepto las cepas árticas de Trichinella nativa y de Trichinella britovi (esta última endémica en España), muy resistentes a la congelación.
La esterilización con rayos gamma de los productos cárnicos mata al parásito y a sus quistes.
Métodos como ahumar, secar y salar la carne no son fiables para prevenir esta infección.